# Amblyscarta pulcra
Amblyscarta pulcra är en insektsart som beskrevs av Fabricius 1803. Amblyscarta pulcra ingår i släktet Amblyscarta och familjen dvärgstritar. Inga underarter finns listade i Catalogue of Life.